# Liwiusz Laska
Liwiusz Tadeusz Laska (ur. 22 czerwca 1976 w Wałczu) – polski prawnik i tłumacz przysięgły, adwokat, doktor nauk prawnych. W latach 2020–2023 członek Państwowej Komisji Wyborczej.

## Życiorys
W 2000 został absolwentem prawa, a w 2001 – stosunków międzynarodowych (o specjalności wschodoznawstwo) na Uniwersytecie im. Adama Mickiewicza w Poznaniu. Uzyskał też dyplom LLM na Uniwersytecie Chrystiana Alberta w Kilonii. W 2011 na Uniwersytecie Warszawskim obronił doktorat (w specjalności historia państwa i prawa polskiego) na podstawie pracy pt. Szkoły prawnicze w Polsce 1946–1954. Wykładał m.in. na UW, UKSW i Akademii Finansów. W 2004 uzyskał uprawnienia tłumacza przysięgłego języka niemieckiego.
Po odbyciu aplikacji w 2005 uzyskał uprawnienia adwokata, podjął praktykę w zawodzie, specjalizując się w prawie pracy, administracyjnym, gospodarczym, środowiska i odszkodowawczym. W latach 2016–2018 był wiceprzewodniczącym Komisji Kodyfikacyjnej Prawa Pracy. Został członkiem Państwowej Komisji Egzaminacyjnej ds. egzaminu na tłumacza przysięgłego (od 2005 do 2013 zajmował stanowisko wiceprzewodniczącego tej instytucji). Objął funkcję prezesa Fundacji Praw Obywatelskich oraz eksperta Ogólnopolskiego Porozumienia Związków Zawodowych, kierował także radą nadzorczą Kolei Śląskich.
W grudniu 2019 został zgłoszony przez klub parlamentarny Lewica na członka Państwowej Komisji Wyborczej. Sejm IX kadencji wybrał go na to stanowisko 20 grudnia 2019. W styczniu 2020 prezydent Andrzej Duda powołał go w skład PKW. W grudniu 2023 objął stanowisko dyrektora generalnego Ministerstwa Rodziny, Pracy i Polityki Społecznej, odchodząc w tym samym miesiącu z PKW. W lutym 2024 został także przewodniczącym Rady Nadzorczej Zakładu Ubezpieczeń Społecznych.

## Odznaczenia
- Złoty Krzyż Zasługi (2025)[11]